# Martinus van Tours

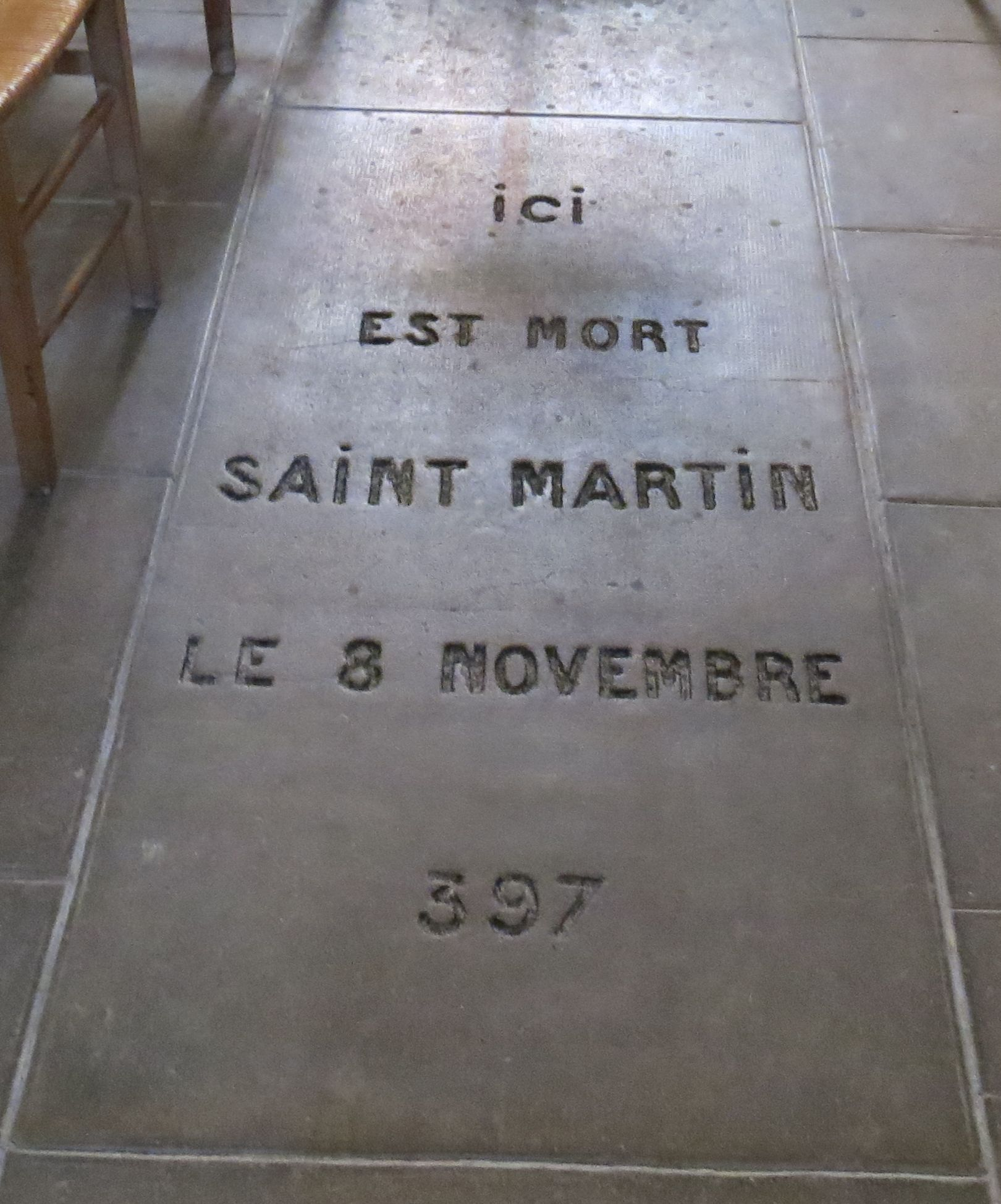
Kerk: Candes-Saint-Martin - Sint-Maarten is hier overleden

Maarten (Latijn: Martinus) van Tours (Szombathely (Savaria), ca. 316 – Candes, 8 november 397), veelal Sint-Maarten genoemd, was bisschop van de stad Tours en een belangrijke grondlegger van het katholieke christendom in Gallië. Hij was bovendien een van de populairste heiligen in de middeleeuwen, omdat hij een eenvoudig leven bleef leiden ondanks zijn voorname positie. Zijn feestdag valt op 11 november, de dag van zijn begrafenis.

## Leven
Sulpicius Severus schreef kort na Sint Maartens dood een hagiografie van hem. Hij kende Martinus persoonlijk  en was een bewonderaar van hem. Maarten werd rond 316 geboren in Savaria (Hongarije) als zoon van Romeinse ouders. Zijn vader was een eenvoudig soldaat die carrière maakte als officier. Hij wilde dat zijn zoon ook het leger in zou gaan. Als tiener echter wilde Martinus al Jezus Christus dienen. De ouders van Martinus waren niet blij met Martinus' interesse in het christelijke geloof, want ze waren overtuigde heidenen. 

### Leven als soldaat
Op jonge leeftijd werd hij soldaat en als 15-jarige trok hij naar Gallië. Dankzij zijn vader werd hij ingedeeld in de keizerlijke garde. Hij voelde zich echter niet thuis in het soldatenleven. Hij ging leven als een kluizenaar tussen de andere soldaten, en hielp ze waar het nodig was. Als hij arme mensen zag, dan gaf hij een deel van zijn bezittingen. Op een winterse koude dag ontmoette Martinus bij een stadspoort van Amiens een verkleumde bedelaar. Omdat hij zijn bezittingen al weggegeven had, had hij alleen nog maar zijn mantel. Die was bijzonder, omdat hij soldaten en officieren status verleende. Andere soldaten zagen de bedelaar ook, maar  deden niets. Sint Maarten echter pakte zijn zwaard, sneed zijn mantel in tweeën en gaf de bedelaar de helft ervan. Door sommige soldaten werd hij uitgelachen omdat hij er met zijn halve mantel vreemd uitzag. Andere soldaten voelden zich echter beschaamd, omdat zij niets gedaan hadden. 's Nachts droomde hij dat hij Jezus zag, die die halve mantel droeg, waarbij herinnerd werd aan de woorden in Mattheüs 25:36:  "Ik was naakt en gij hebt Mij gekleed" en 25:40: "als ge dat voor een van mijn geringste broeders hebt gedaan, hebt ge het voor Mij gedaan". Martinus wist genoeg, hij wilde Jezus Christus volgen als een kluizenaar. Martinus wilde niet vechten, hij wilde het leger uit. Hij kreeg echter het verwijt dat hij een lafaard was en niet durfde te strijden. Martinus nam de soldij niet aan, maar zei de veldslag wel mee te doen, maar dan zonder wapens. De keizer ging akkoord. Het liep echter anders, want de vijand gaf zich over, waardoor de veldslag overbodig werd.

### Martinus wordt een beroemdheid

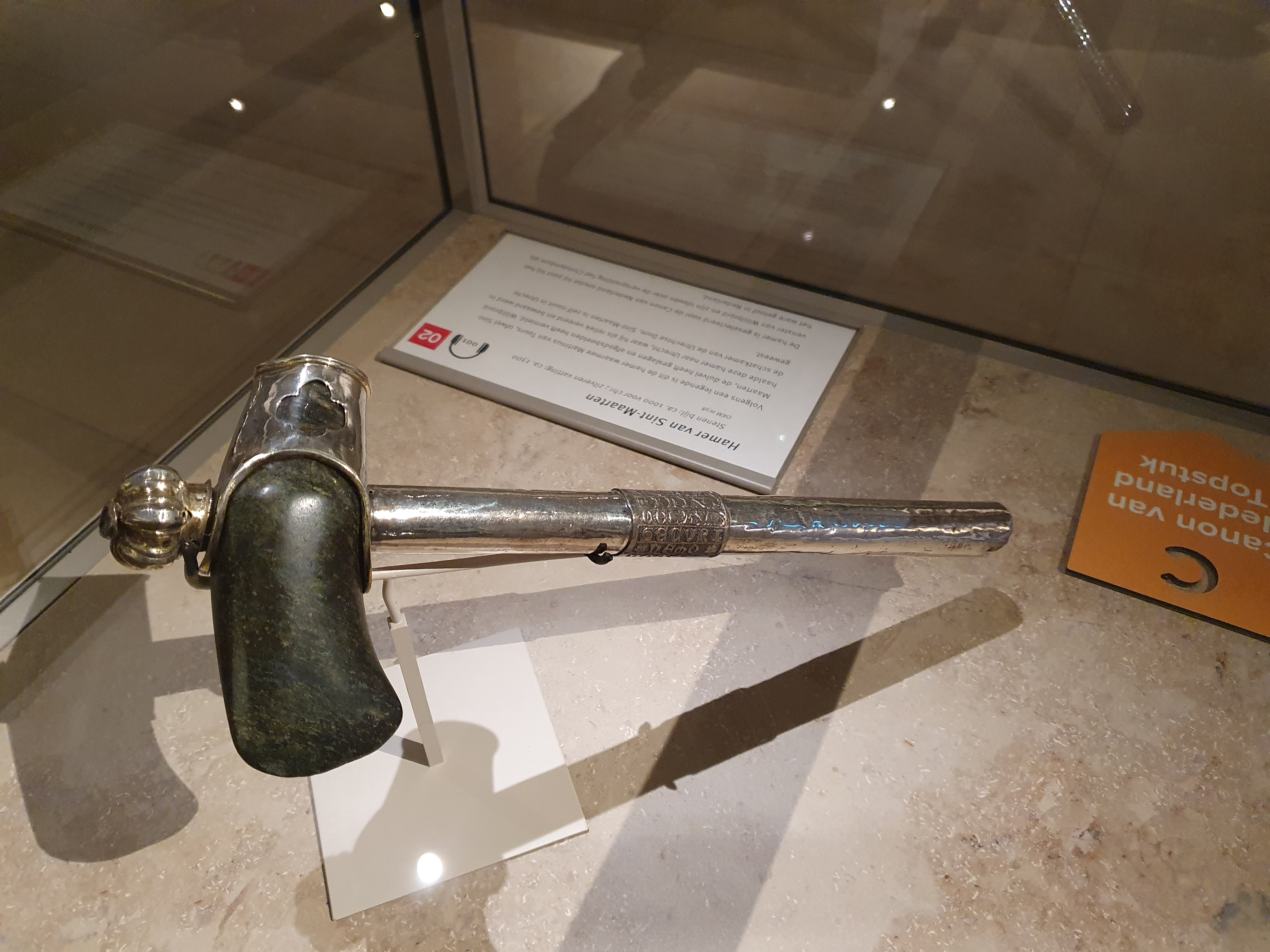
De Hamer van duivelsuitdrijver Sint-Maarten die in Utrecht bewaard wordt. Hiermee zou Sint-Maarten de duivel op zijn kop geslagen hebben.

Op 19-jarige leeftijd werd hij duiveluitdrijver. Hij heeft op meerdere plaatsen gepreekt en bleef in armoede leven. Ook leefde hij enige tijd als kluizenaar op het eiland Gallinara bij Genua, en verder stichtte hij in 361 een klooster te Ligugé, acht kilometer ten zuiden van de stad Poitiers, het eerste klooster op Franse bodem. Mede door enkele wonderen werd Martinus steeds meer een beroemdheid, die vooral geliefd was bij het gewone volk.

### Martinus als bisschop
In 371 werd Maarten door de bevolking van Tours gekozen tot bisschop. Volgens een overlevering vond hij zich niet waardig genoeg voor dat ambt en verstopte hij zich in een ganzenhok. Toen zijn aanhangers hem gingen zoeken, gingen de ganzen te keer waardoor zijn schuilplaats ontdekt werd. Zo kwam het dat hij alsnog tot bisschop gewijd kon worden.
Als bisschop zette hij zich in voor de verdere verspreiding van het christendom. Hij stichtte kerken en rond 375 de bekende Abdij van Marmoutier. Om de zaak van een van zijn gelovigen te bepleiten die ten onrechte terechtgesteld dreigde te worden, reisde hij naar keizer Maximus in Trier. Deze interventie had echter geen succes. Ook voor aanhangers van andere richtingen binnen het christendom, zoals het Arianisme, stelde Martinus zich verzoenend op. Zelfs de keizer in Rome was onder de indruk van Martinus, vooral toen bleek dat hij niet naar zijn mond praatte.
In 397 stierf Maarten aan koortsen. Hij was toen ongeveer tachtig jaar oud. Hij werd op 11 november begraven op een christelijke begraafplaats even buiten de stad Tours. Al gauw na zijn dood kwam de verering op gang en in de 7e eeuw werd er een basiliek aan hem gewijd. In zijn nog bestaande graf liggen slechts een stuk schedeldak en een armbot, de overige botten werden verkocht ter verering als relikwie. Een armbot kwam in de Dom van Utrecht terecht.

### Wonderen
Maarten zou enkele wonderen hebben verricht. Zo zou hij op een dag langs een landerij zijn gelopen waar diep verdriet heerste omdat het knechtje zich had verhangen, waarop Maarten zich over het lijk gestrekt zou hebben en er enige tijd bij bad, waarop het kind weer tot leven kwam.
Een andere keer zou Maarten een heel oude tempel vernield hebben en een door de heidenen vereerde pijnboom willen omhakken. Hierop zou hij zijn uitgedaagd; de heidenen zouden de boom zelf wel omhakken, maar zo, dat hij op Maarten zou vallen. Als Christus werkelijk zou bestaan zou hij zijn volgeling wel redden, bedachten de heidenen. Maarten zou deze uitdaging hebben aangenomen en geboeid zijn neergelegd, maar door een wonder zou de boom de verkeerde kant opgevallen zijn en verpletterde bijna de heidenen zelf.
Bij een stadspoort van Parijs zou hij een melaatse tegemoet getreden zijn en hem op het gezicht hebben gekust, tot ontsteltenis van alle aanwezigen. De zieke man was echter terstond genezen.
In de Catalaanse hoofse literatuur staat hij bekend vanwege de legende van het Zwaard van Vilardell ook wel Sint-Maartenszwaard genoemd, een magisch zwaard dat zijn drager onkwetsbaar maakte. Maarten passeerde een dag bij Vilardell bij Sant Celoni verkleed als bedelaar. De heer van het Kasteel van Vilardell ging naar binnen om een aalmoes te halen. Toen hij terugkeerde was Maarten verdwenen, maar had hij het magische zwaard achtergelaten. Met dit zwaard heeft de kasteelheer dan een draak verslagen die de bevolking op de belangrijke handelsweg tussen Girona en Barcelona teisterde.
In de omgeving van de stad Tours zouden bij Martinus' uitvaart in november opeens alle bloemen weer zijn gaan bloeien, alsof het nog nazomer was. De Franse taal kent naar aanleiding daarvan de uitdrukking: été de Saint-Martin (Sint-Maartenszomer) voor een periode laat in het najaar met nog bijna zomers weer. Overigens wordt hij in de Catalaanse landen ook verbonden met de regenboog, die aldaar “Arc de Sant Martí” (Sint-Maartensboog) genoemd wordt.

## Hagiografie
Sulpicius Severus heeft kort na Martinus dood een hagiografie over hem geschreven. Hierin staat onder meer beschreven hoe Maarten op verscheidene plaatsen vele heidense tempels, altaren en afbeeldingen vernielde.

## Verering
Zoals Martinus tijdens zijn leven al een beroemdheid was, zo was hij dat na zijn dood nog meer. Zijn dode lichaam werd bewaard en er kwamen pelgrims op af. Het leidde tot spanningen tussen de steden Poitiers en Tours. Uiteindelijk wist men namens Tours het lichaam te stelen. Daar is later een kerk op gebouwd. Ook is de doorgesneden mantel bewaard gebleven in de schatkamer van de Merovingers. De mantel werd in het Frans later met een verkleinwoord een capella genoemd. Vanaf de 8e eeuw werd dat de naam van een gebouw waar relieken werden bewaard. In het Nederlands werd dit het woord kapel.

## Iconografie

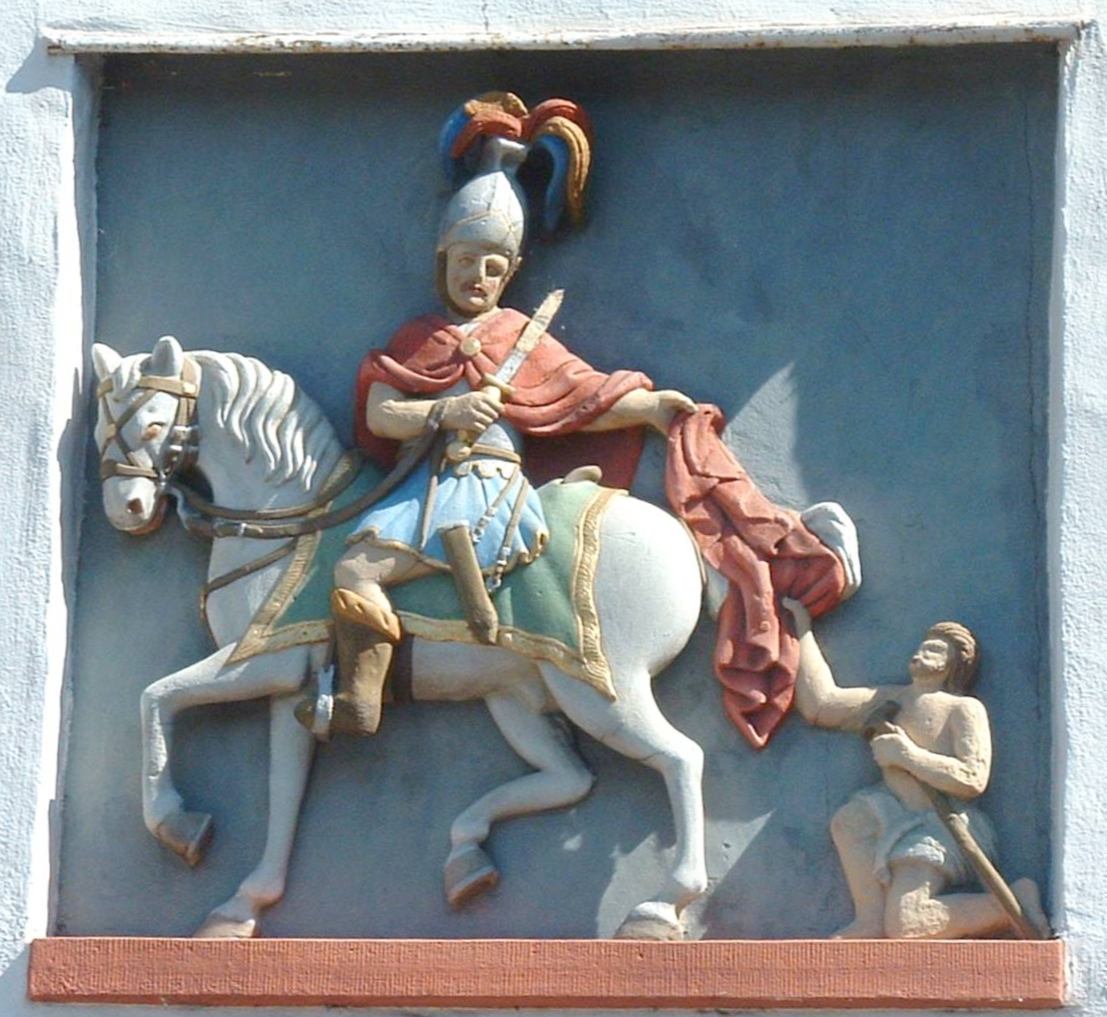
Sint Maarten deelt zijn mantel (op de gevel van een huis in Trier)

Maarten wordt op twee manieren afgebeeld. Ten eerste als Romein in harnas. Bij deze afbeeldingen geeft hij vrijwel altijd de helft van zijn mantel aan de bedelaar. Ook wordt hij voorgesteld als bisschop met een bedelaar aan zijn voeten. Ganzen of zwanen komen ook vaak voor. Zij verwijzen naar het pluimveehok waarin hij zich had verscholen.
De mantel die hij deelde met de bedelaar werkt nog op andere manieren door. In het Latijn is mantel cappa. De ruimte waarin zijn mantel werd bewaard ging al gauw kapel heten en de bewaker de cappellanus. Een ander woord voor mantel in het Latijn is pallium en van dit woord is de term palliatieve zorg afgeleid.

## Volkscultuur
Sint-Maarten was vroeger de datum waarop de oogst binnengehaald moest zijn en het vee op stal ging. Op die dag werden ganzen geslacht. Op 11 november werden de grote Sint-Maartensvuren ontstoken. Dit gebruik gaat terug op een Germaans feest ter ere van Wodan. Men bracht dankoffers en brandde reinigende vuren om de vruchtbaarheid van het land en vee te bevorderen.
Later werd het Sint-Maartensfeest vooral een kinderfeest. Kinderen trokken met lampions of uitgeholde rapen, suikerbieten en kalebassen met een kaarsje (vergelijk Jack-o'-lantern) langs de deur voor snoep en fruit. Volgens het Meertens Instituut is het heel goed mogelijk dat dit gebruik stamt uit Duitsland, waar in bepaalde streken in de kerk ieder jaar rond Sint-Maarten gelezen werd over het licht dat niet onder de korenmaat gezet moest worden. Ook gebruikten ze een rommelpot of foekepot, een pot waarover een varkensblaas is gespannen met daarin een rietje dat een brommend geluid maakt als eraan wordt getrokken. In diverse Nederlandse steden en streken gaan kinderen op 11 november met zelfgemaakte lampions langs de deuren om te zingen, waarvoor ze snoep krijgen.

Koorkapschild met St. Maarten te paard en bedelaar, ingelijst. Omstreeks 1500-1509.

Voorbeelden van Sint-Maartensliedjes:
Sint Maarten, Sint Maarten is jarig vandaag.
Nu branden de lichtjes dat doen wij zo graag.
Elf november is de dag dat mijn lichtje, dat mijn lichtje.
Elf november is de dag, dat mijn lichtje branden mag.
Sint Maarten, Sint Maarten, de koeien hebben staarten.
De meisjes hebben rokjes aan. Daar komt Sint Martinus aan.
Geef een appel of een peer. Ik kom het hele jaar niet weer.
Het hele jaar dat duurt zo lang, tot mijn lichtje branden kan.
Zie verder het artikel over het Sint-Maartensfeest, dat in een aantal streken van Nederland (onder andere Friesland, Groningen, de Zaanstreek, West-Friesland, Almere, Utrecht, Limburg), België (de Westhoek, de Denderstreek, in en rondom Mechelen, Beveren en Limburg), Duitsland, Oostenrijk en Hongarije nog steeds wordt gevierd.

### Merkeldag
Sint-Maarten is een merkeldag. Hierbij horen enkele spreuken die volgens volksgeloof het weer voorspellen.
- Is de lucht op Sint-Martinus helder, de vorst dringt door in menig kelder.
- Op Sint-Martinus de wind in zuidwest, heel de winter een regennest.
- Al moet Sint-Maarten een mantel dragen, hij moet toch nog wandelen in zomerse dagen.
- Als op Sint-Martinus de ganzen op het ijs staan, zullen ze met Kerstmis door het slijk gaan.
- Nevels in Sint-Maartensnacht, maken de winter kort en zacht.[11]

De Martinusroute verbindt plaatsen in Frankrijk, België en Nederland die een band hebben met de heilige.

## Beschermheilige
Sint-Maarten is beschermheilige van het dorp Markelo en van de stad Utrecht. Over het wapen van die stad (een rood-wit schild) wordt weleens gezegd dat die verwijst naar de rode kleur van de mantel en de witte kleur van de onderrok van de heilige, die tevoorschijn kwam toen hij de helft van zijn mantel had afgestaan aan een bedelaar. Zowel in de pandhof grenzend aan de Utrechtse Domkerk als in de Bisschopshof naast de Domtoren zijn sculpturen te zien die het leven van Sint-Maarten verbeelden. Ook bevindt zich in Utrecht een bronzen ruiterstandbeeld.
Sint-Maarten is ook de beschermheilige van de stad Groningen, die dan ook vaak de "Martinistad" wordt genoemd, en tevens van de Belgische plaatsen Aalst, Burcht, Eichem, Erpe-Mere, Genk, Haaltert, Halle, Herk-de-Stad, Ieper, Koekelare, Kontich, Lede, Tessenderlo, Werken, Kortrijk-Dutsel en Westmalle, de Nederlandse steden Doesburg, Gorinchem, Sneek, Tiel, Venlo, Weert, Zaltbommel, en verder Tours in Frankrijk, Mainz in Duitsland en Montemagno, Lucca en Levane in Italië. Daarnaast heeft Frankrijk als land Sint-Maarten als beschermheilige.
In Nederland zijn ook de stad Sint-Maartensdijk op het eiland Tholen (Zeeland) en de dorpen Maartensdijk (Utrecht), Sint Maarten, Sint Maartensbrug, Sint Maartenszee en Sint Maartensvlotbrug (Noord-Holland) naar hem vernoemd, net als Nil-Saint-Vincent-Saint-Martin, Sint-Martens-Bodegem, Sint-Martens-Latem, Sint-Martens-Leerne, Sint-Martens-Lennik, Sint-Martens-Lierde, Sint-Martens-Voeren en Tongre-Saint-Martin in België. De eveneens in België gelegen sociale woonwijk Sint-Maartensdal in Leuven is eveneens naar hem genoemd doordat de kerk van de gelijknamige priorij die daar gestaan heeft, werd ingewijd op 11 november, zijn naamdag.
Sint-Maarten is de beschermheilige van de armen en van het schuttersgilde in Lexmond.

## Galerij

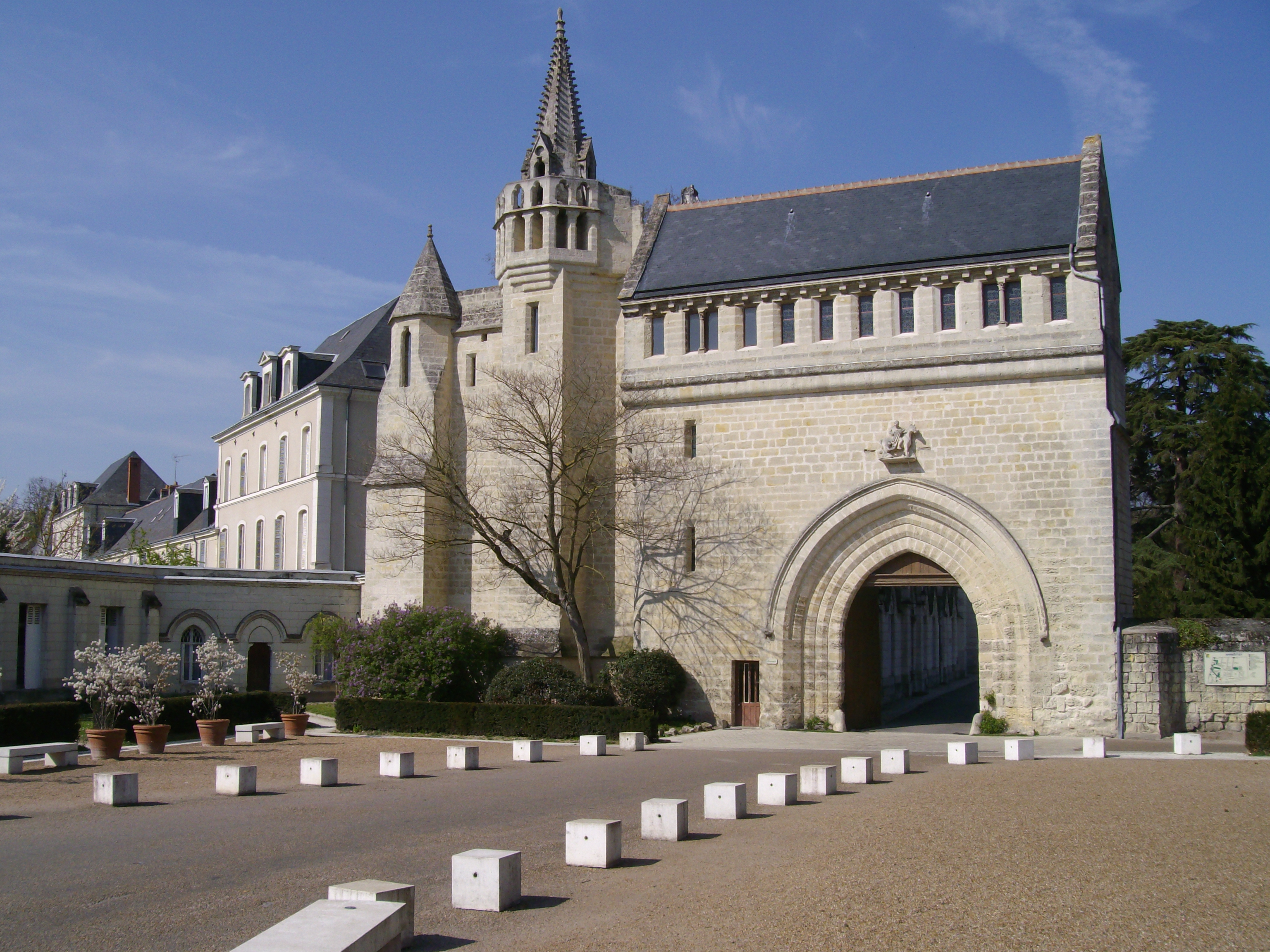
Door Martinus gestichte abdij van Marmoutier in Tours
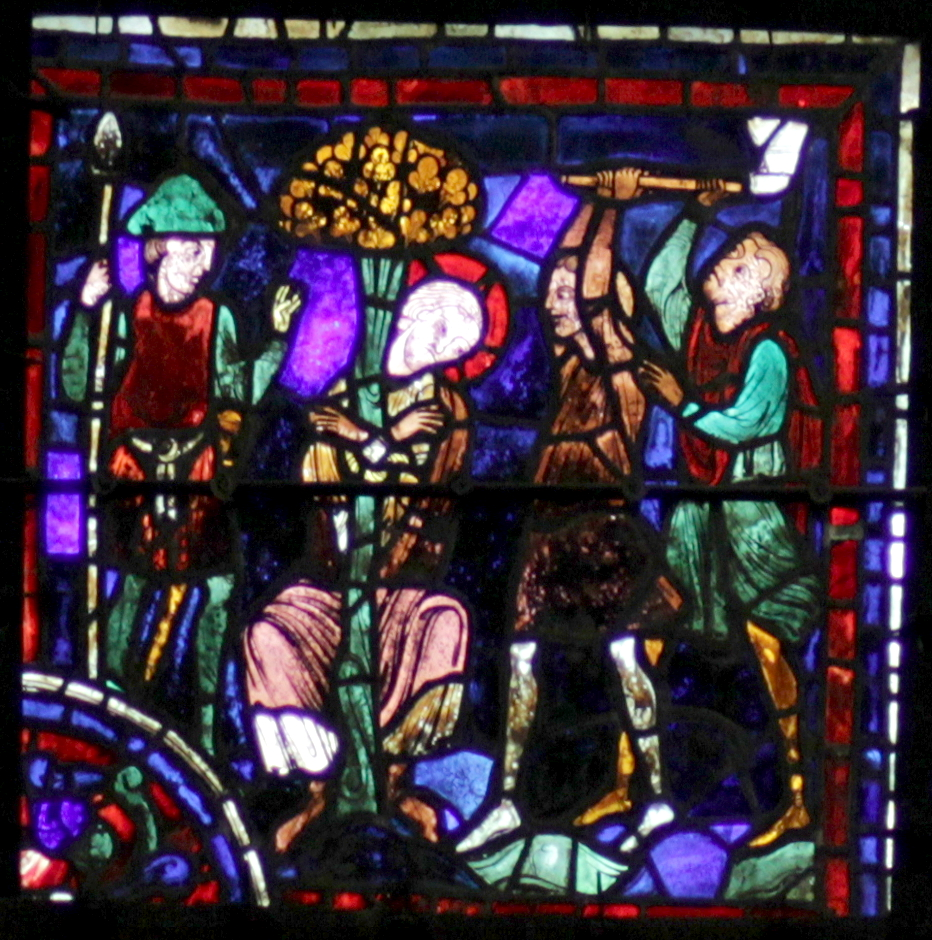
Martinus vastgebonden en aangevallen door boeven (13e-eeuws brandglasraam uit de kathedraal van Chartres)
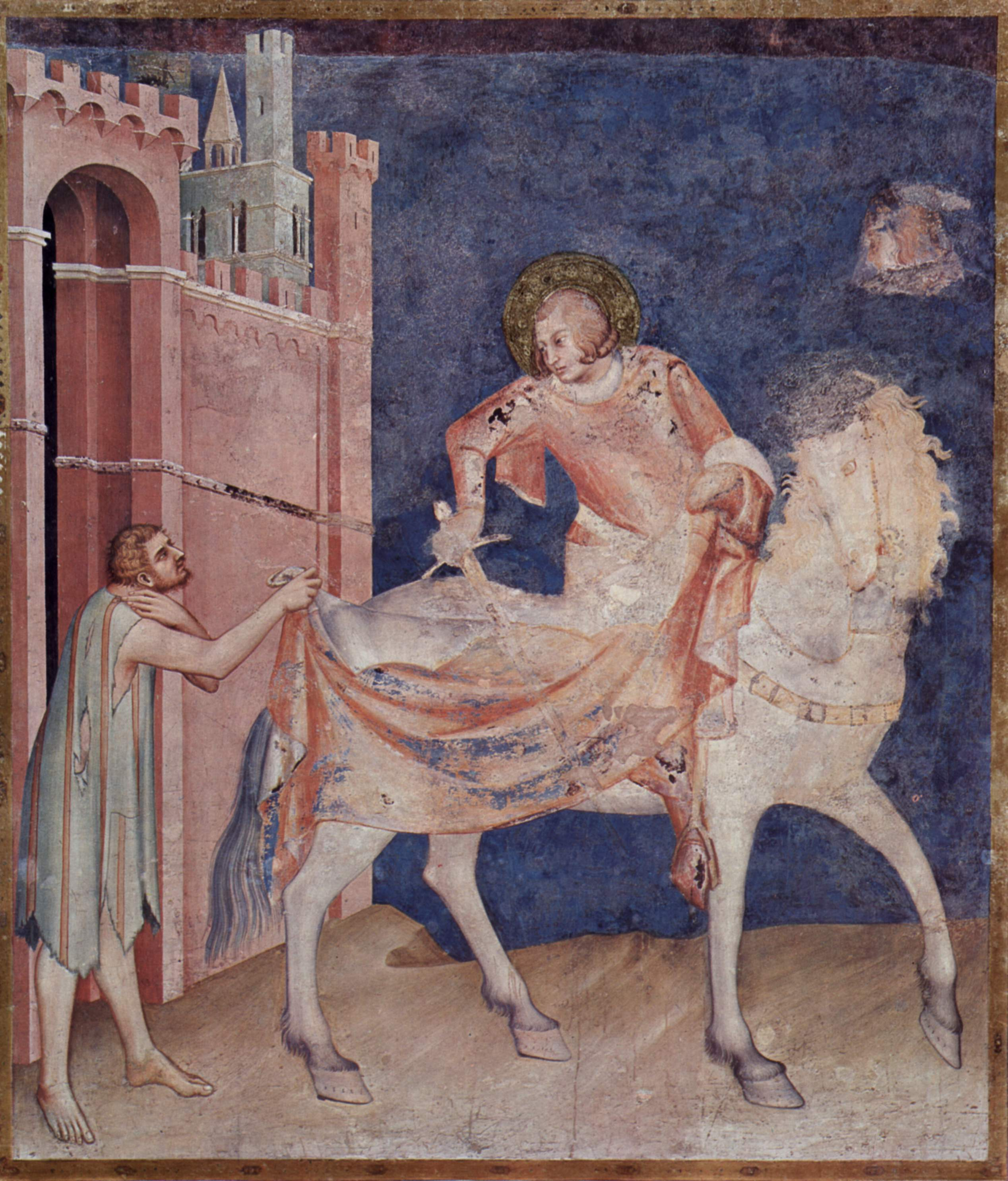
Martinus deelt zijn mantel op een 14e-eeuws fresco van Simone Martini
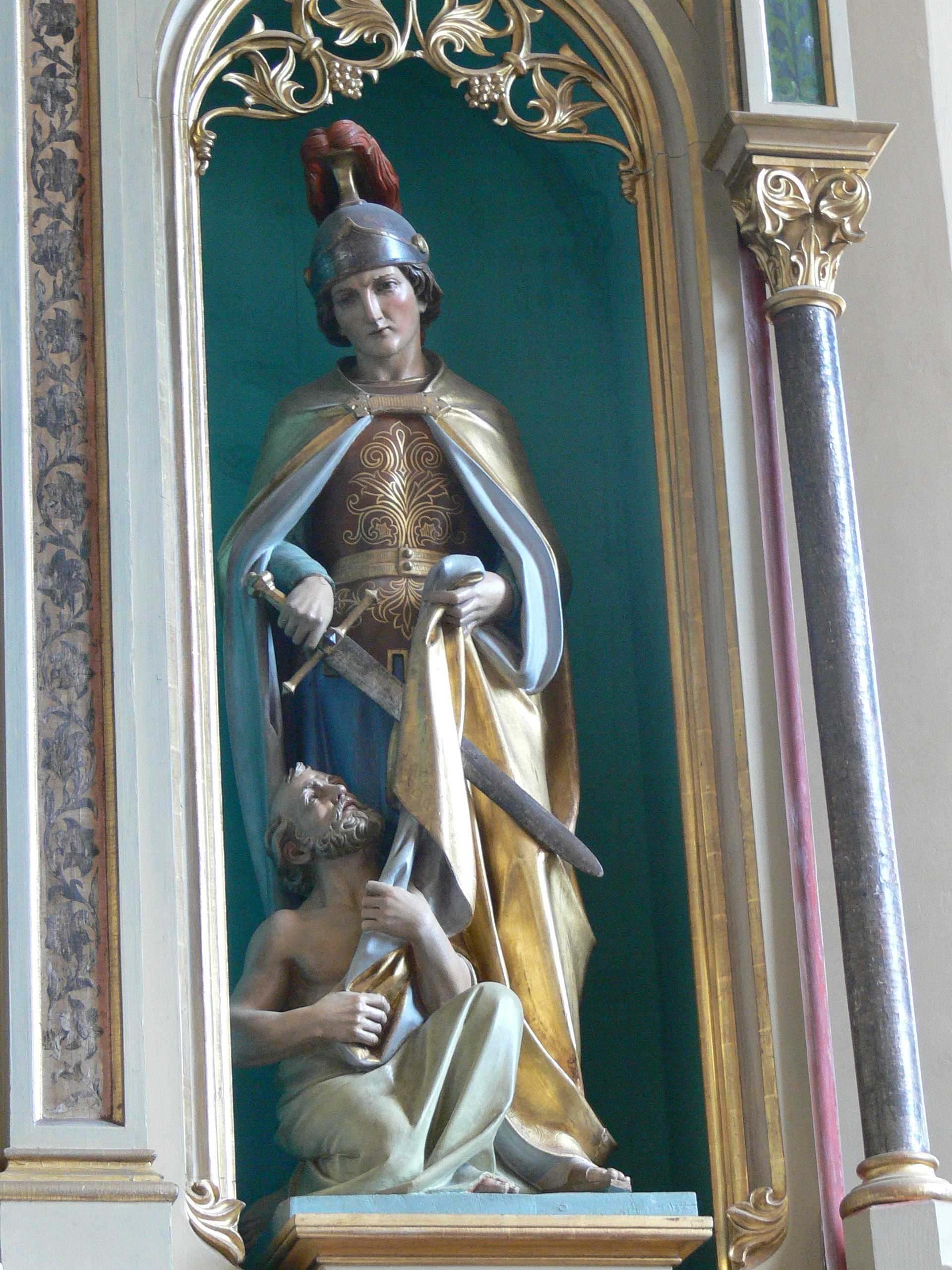
Martinus met de bedelaar in de Liebfrauenmünster in het Beierse Wolframs-Eschenbach